# Bulgnéville
Bulgnéville é uma comuna francesa na região administrativa do Grande Leste, no departamento de Vosges. Estende-se por uma área de 13.33 km². Em 2010 a comuna tinha 1 644 habitantes (densidade: 123,3 hab./km²).